# Linter
Linter ist ein Stadtteil der Kreisstadt Limburg an der Lahn im mittelhessischen Landkreis Limburg-Weilburg.

## Geographie

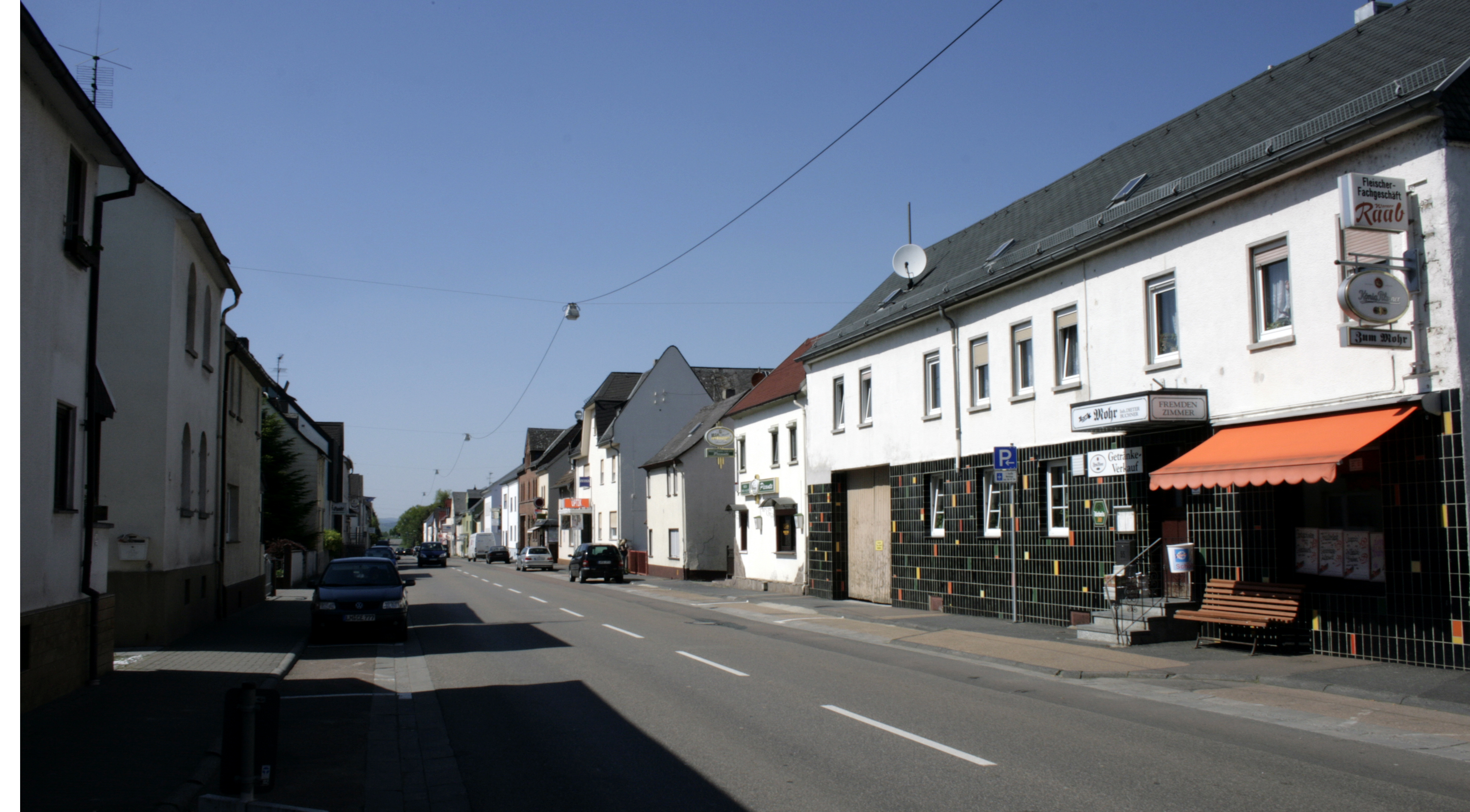
Hauptstraße Mainzer Straße in Richtung Limburg gesehen

Linter liegt rund drei Kilometer südöstlich der Stadtmitte Limburgs an der B 417 (Hühnerstraße). Der alte Ortskern weist die typische, langgezogene Form eines Straßendorfs auf, obschon inzwischen vor allem im Nordwesten Neubaugebiete dazugekommen sind. Linter selbst liegt auf 180 Metern Höhe. Die Gemarkung ist weitgehend eben („Linterer Platte“ im Limburger Becken) und steigt nur nach Süden hin leicht auf bis zu 195 Meter an. Das kleine „Linterer Wäldchen“ am Nordrand des Ortes liegt auf Eschhofener Gemarkung. Die Linterer Gemarkung selbst besteht außerhalb der Bebauung fast ausschließlich aus landwirtschaftlich genutzter Fläche.
Die halbkreisförmig nach Norden gewölbte Gemarkung grenzt im Nordwesten an die der Kernstadt Limburg. Nach Osten folgen Lindenholzhausen und Eschhofen. Im Süden grenzt Linter an den Hünfeldener Ortsteil Mensfelden. Die westliche Gemarkungsgrenze bildet zugleich die Landesgrenze nach Rheinland-Pfalz, wo sich die Ortsgemeinde Holzheim anschließt.

## Geschichte

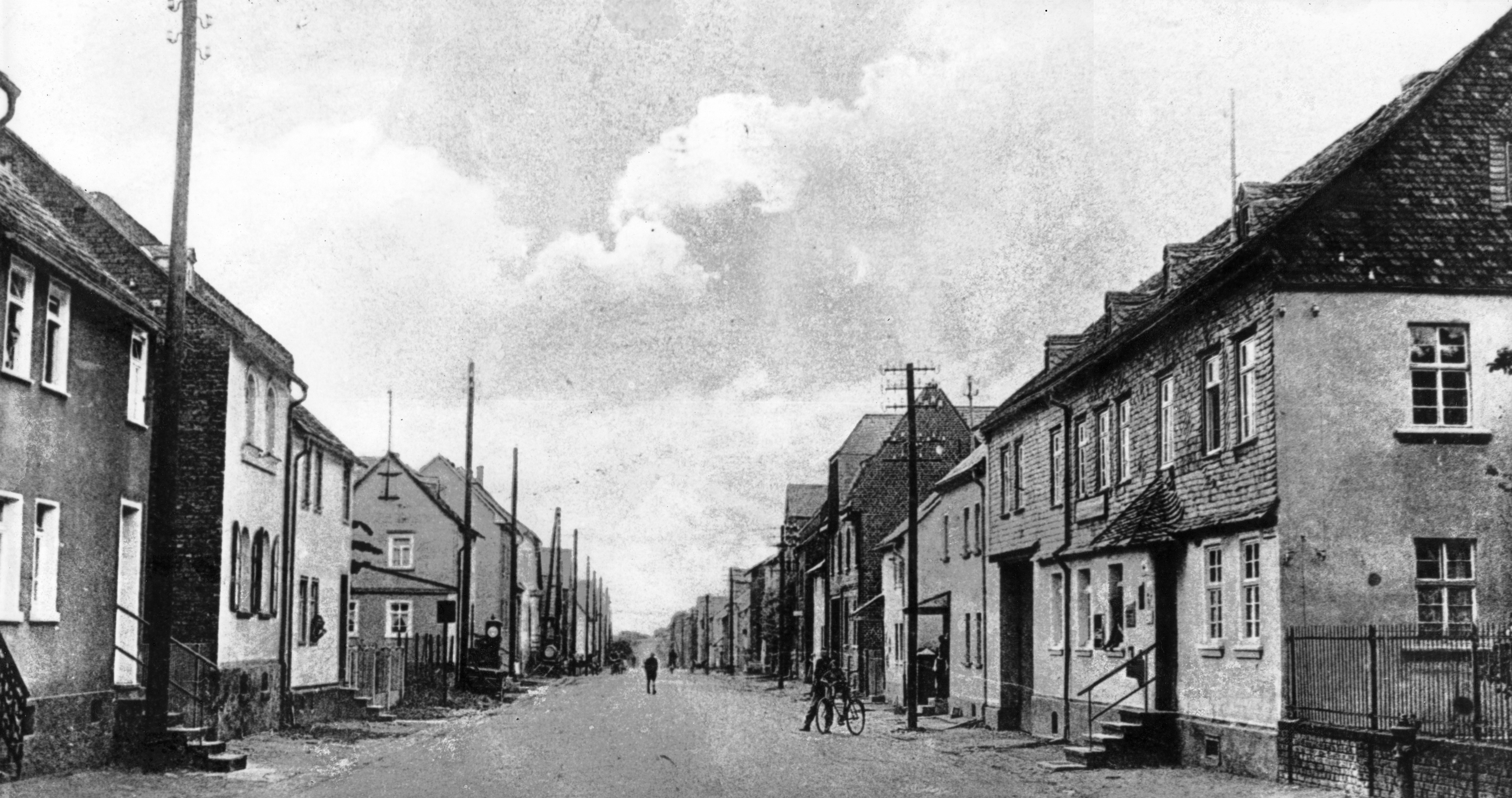
Hauptstraße um 1935

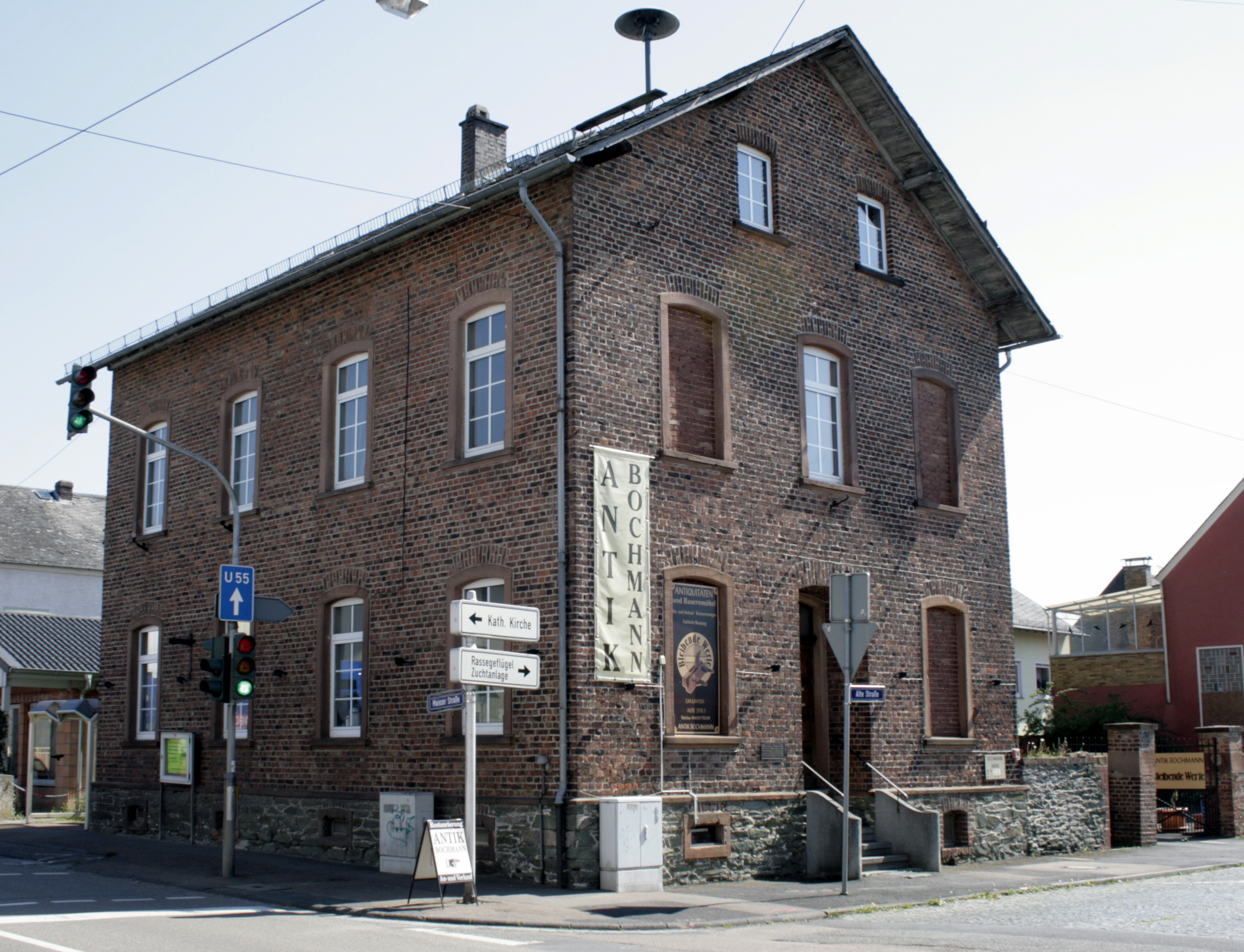
Ehemaliges Schulgebäude, bis 1981 genutzt

### Ortsgeschichte
Älteste menschliche Spuren sind Hügelgräber im Linterer Wäldchen, die auf 1550 bis 1200 v. Chr. datiert werden.
Die älteste bekannte schriftliche Erwähnung von Linter erfolgte unter dem Namen Linthere im Jahr 1195 in einem Güterverzeichnis des Klosters Eberbach. Berichte über eine oder sogar zwei Raubritterburgen in Linter, die von den Limburger Bürgern zerstört worden sein sollen, lassen sich heute nicht mehr belegen.
Der Ortsname entstand in Anlehnung an den Bach Lint, der sich früher durch das Dorf schlängelte und heute versiegt ist. Der Bach, der auch der Stadt Limburg ihren Namen gab, ist nach der keltischen Bezeichnung für ein Gewässer benannt. Auf dem Linterer Wappen ist ein Frosch zu sehen, da der Bach sehr amphibienreich war. Der Spitzname für die Einwohner lautet deshalb „Frösche“.
Im Mittelalter gehörte Linter zur Grafschaft Diez (spätestens 1406 im Amt Flacht), ab 1564 zu Nassau-Dillenburg, war damit also für die benachbarte Stadt Limburg „Ausland“. Für 1433 ist erstmals ein Heimberger als Gemeindevorsteher genannt, später übernahmen die Bürgermeister diese Funktion, die zunächst nur nachgeordnete Gemeinderechner gewesen waren. Ab 1586 gab es ein Rathaus. 1643 war Linter wegen des Dreißigjährigen Krieges vollkommen entvölkert. Der 1596 verbürgte Flurname „im Altendorff“ deutet auf eine Wüstung in der Gemarkung hin, die bisher archäologisch nicht nachgewiesen werden konnte.
Konfessionell wechselte Linter nach der 1529 durchgeführten Reformation mehrfach zwischen dem lutherischen und dem calvinistischen Bekenntnis. Kirchdorf und damit auch Schulstandort war spätestens ab 1433 das benachbarte Mensfelden. Noch heute gehören beide Orte der gleichen evangelischen Pfarrei an. 1725 wurde ein eigener Schulbetrieb im Backhaus (abgerissen, Standort zwischen den heutigen Häusern Mittelgasse 4 und Langgasse 3) aufgenommen. Noch vor 1750 folgte der Bau des ersten Schulhauses (heute Langgasse 14), in dem sich auch ein Betsaal und die Amtsstube des Bürgermeisters befanden. 1873 wurde die zweite Schule errichtet, die ebenfalls zeitweise als Bürgermeistersitz diente. 1981 war die heutige Grundschule fertiggestellt.

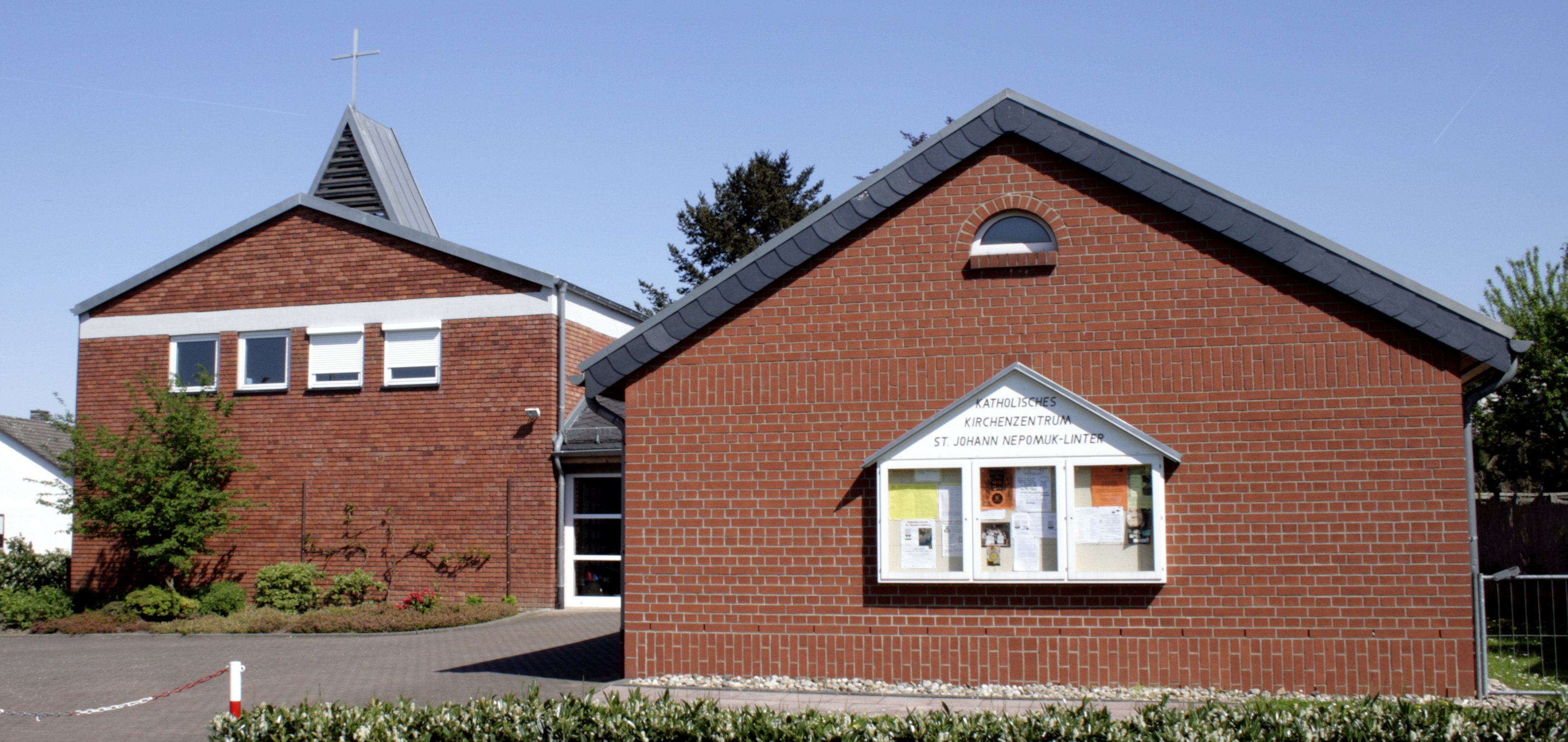
Katholische Kirche

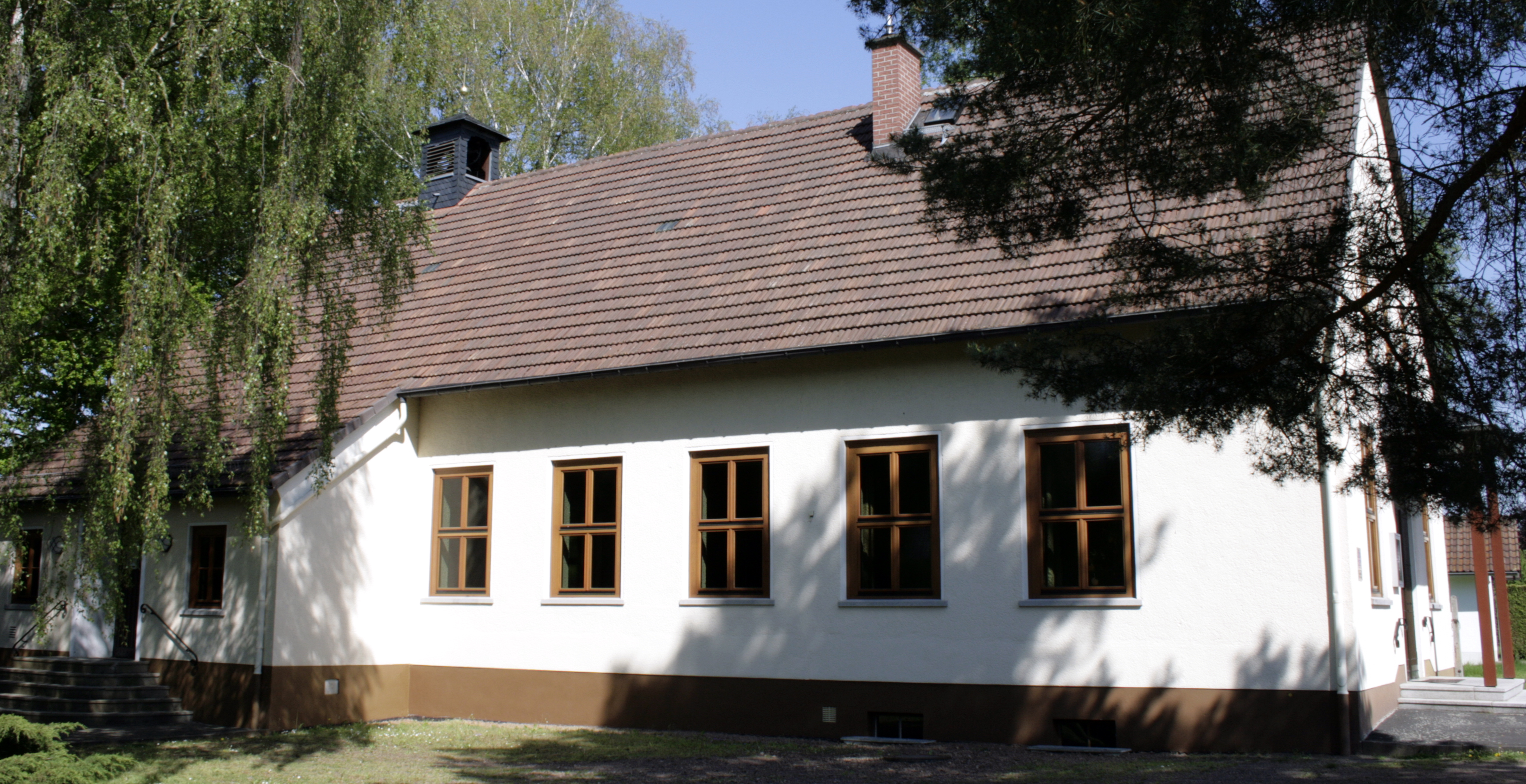
Evangelische Kirche

Erst 1817 wurde ein eigener Friedhof für Linter angelegt. Ab 1885 fanden Gottesdienste im Betsaal der Schule statt und 1952 wurde die Kirche eingeweiht, der im folgenden Jahr Gemeinderäume und ein Kindergarten folgten. Zuvor hatte es seit 1933 einen Kindergarten gegeben. Mit dem Zuzug der Heimatvertriebenen nach dem Zweiten Weltkrieg erhielt Linter wieder einen bedeutenden katholischen Bevölkerungsanteil, für den 1960 eine eigene Kirche und 1993 ein Gemeindezentrum erbaut wurde. Darüber hinaus existierten ein älteres Gemeindehaus, das 1968 abgerissen wurde, und ein Spritzenhaus neben dem Backhaus, das in den 1960er Jahren abgebrochen wurde.
Der heutige Straßenverlauf von Limburg nach Linter wurde erst 1780 angelegt. Zuvor führte die Straße am Ort vorbei nach Diez. Im Jahr 1900 gab es den ersten Fernsprecher in Linter.
Am 24. April 1910 musste der Zeppelin Z II bei Linter notlanden. Am folgenden Tag riss sich das Luftschiff los und zerschellte schließlich an einem Felsen nahe Weilburg. Während des Zweiten Weltkrieges befand sich bei Linter ein kleineres militärisches Flugfeld mit einer Flakbatterie.

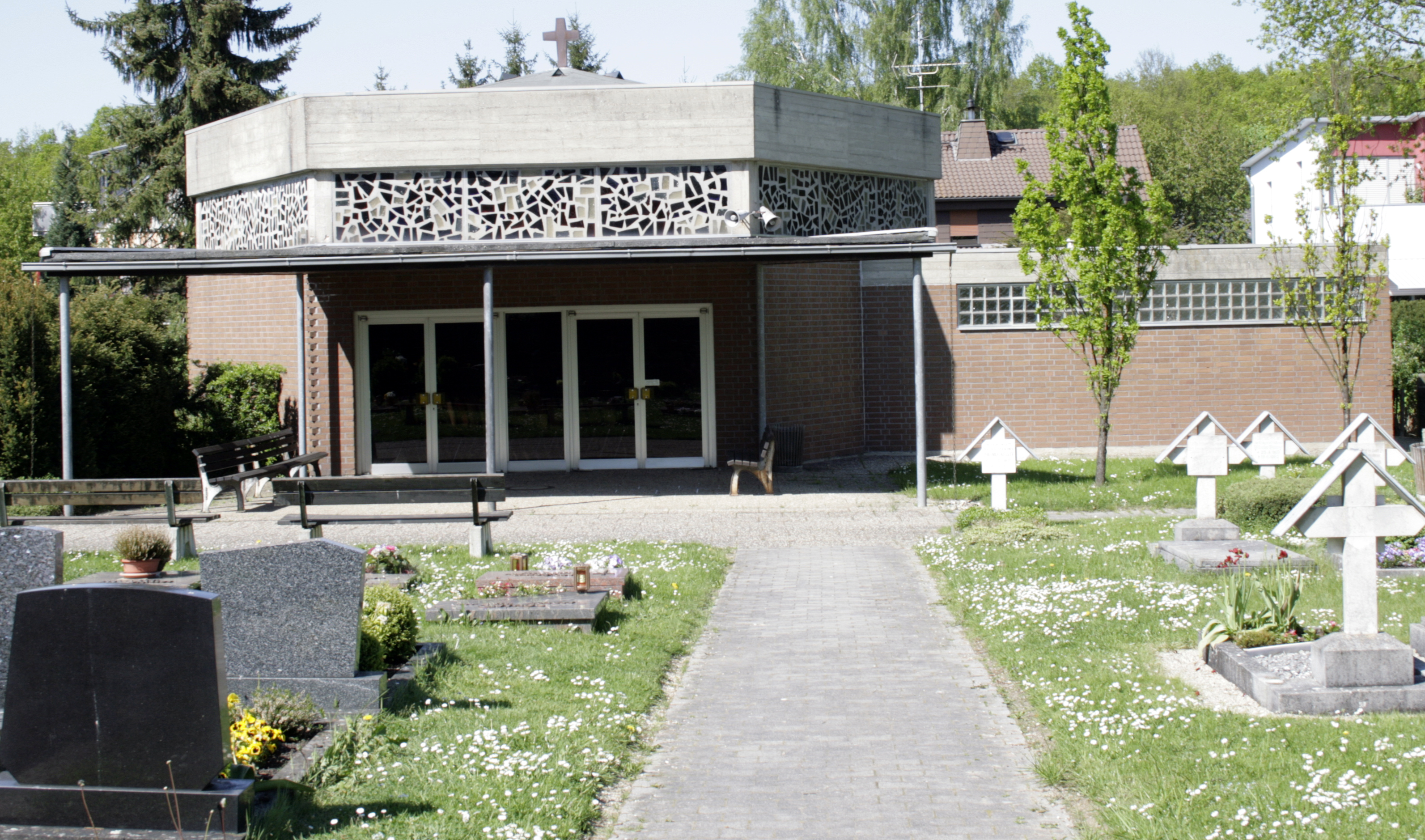
Friedhofskapelle

1998 wurde die Grundschule ausgebaut, 1999 wurde ein zweiter Kindergarten gebaut. 2003 wurde die alte Turnhalle abgerissen, um einem moderneren Dorfgemeinschaftshaus zu weichen. Dieses Bürgerhaus steht nun seit 2004 im Mittelpunkt des Linterer Vereinslebens. Das benachbarte Hallenbad wurde im gleichen Jahr geschlossen und dient inzwischen als Kegelbahn.
Hessische Gebietsreform (1970–1977)
Zum 1. Juli 1974 wurde die bis dahin selbständige Gemeinde Linter im Zuge der Gebietsreform in Hessen kraft Landesgesetz als Stadtteil  in die Kreisstadt Limburg an der Lahn eingemeindet.
Für Linter, wie für alle Stadtteile von Limburg, wurde ein Ortsbezirk eingerichtet.

### Verwaltungsgeschichte im Überblick
Die folgende Liste zeigt die Staaten und Verwaltungseinheiten, denen Linter angehört(e):
- vor 1806: Heiliges Römisches Reich, Grafschaft Nassau-Diez
- ab 1806: Herzogtum Nassau[Anm. 2], Amt Limburg
- ab 1849: Herzogtum Nassau, Kreisamt Limburg[Anm. 3]
- ab 1854: Herzogtum Nassau, Amt Limburg
- ab 1867: Norddeutscher Bund, Königreich Preußen,[Anm. 4] Provinz Hessen-Nassau, Regierungsbezirk Wiesbaden, Unterlahnkreis
- ab 1871: Deutsches Reich, Königreich Preußen, Provinz Hessen-Nassau, Regierungsbezirk Wiesbaden, Unterlahnkreis
- ab 1886: Deutsches Reich, Königreich Preußen, Provinz Hessen-Nassau, Regierungsbezirk Wiesbaden, Kreis Limburg
- ab 1918: Deutsches Reich, Freistaat Preußen, Provinz Hessen-Nassau, Regierungsbezirk Wiesbaden, Kreis Limburg
- ab 1944: Deutsches Reich, Freistaat Preußen, Provinz Nassau, Landkreis Limburg
- ab 1945: Deutsches Reich, Amerikanische Besatzungszone,[Anm. 5] Groß-Hessen, Regierungsbezirk Wiesbaden, Kreis Limburg
- ab 1946: Deutsches Reich, Amerikanische Besatzungszone, Hessen, Regierungsbezirk Wiesbaden, Landkreis Limburg
- ab 1949: Bundesrepublik Deutschland, Hessen, Regierungsbezirk Wiesbaden, Landkreis Limburg
- ab 1968: Bundesrepublik Deutschland, Hessen, Regierungsbezirk Darmstadt, Landkreis Limburg
- ab 1974: Bundesrepublik Deutschland, Hessen, Regierungsbezirk Darmstadt, Landkreis Limburg-Weilburg, Stadt Limburg
- ab 1981: Bundesrepublik Deutschland, Hessen, Regierungsbezirk Gießen, Landkreis Limburg-Weilburg, Stadt Limburg

## Bevölkerung
Einwohnerentwicklung
Linter ist der am schnellsten gewachsene Stadtteil Limburgs; die Einwohnerzahl wurde seit 1970 verdreifacht. Damit ist es nach der Kernstadt und Lindenholzhausen der drittgrößte Stadtteil. Linter beherbergt derzeit 56 Nationalitäten (Stand 2007) mit einem Ausländeranteil von rund elf Prozent.
In historischer Zeit datiert die erste überlieferte Einwohnerzählung auf 1532 mit elf Feuerstellen. 1607 wurden 25 Männer gezählt. Nach der vollständigen Entvölkerung durch den Dreißigjährigen Krieg stieg die Anzahl der Haushalte erst kurz vor Ende des 17. Jahrhunderts dauerhaft über zehn an. 1750 wurden 85 Einwohner gezählt, 1818 waren es 161 Einwohner.
| Linter: Einwohnerzahlen von 1834 bis 2020 | Linter: Einwohnerzahlen von 1834 bis 2020 | Linter: Einwohnerzahlen von 1834 bis 2020 | Linter: Einwohnerzahlen von 1834 bis 2020 | Linter: Einwohnerzahlen von 1834 bis 2020 |
| --- | ----------------------------------------- | ----------------------------------------- | ----------------------------------------- | ----------------------------------------- |
| Jahr |                                           |                                           |                                           | Einwohner                                 |
| 1834 | 1834                                      |                                           | 239                                       | 239                                       |
| 1840 | 1840                                      |                                           | 264                                       | 264                                       |
| 1846 | 1846                                      |                                           | 302                                       | 302                                       |
| 1852 | 1852                                      |                                           | 314                                       | 314                                       |
| 1858 | 1858                                      |                                           | 307                                       | 307                                       |
| 1864 | 1864                                      |                                           | 334                                       | 334                                       |
| 1871 | 1871                                      |                                           | 378                                       | 378                                       |
| 1875 | 1875                                      |                                           | 399                                       | 399                                       |
| 1885 | 1885                                      |                                           | 416                                       | 416                                       |
| 1895 | 1895                                      |                                           | 419                                       | 419                                       |
| 1905 | 1905                                      |                                           | 445                                       | 445                                       |
| 1910 | 1910                                      |                                           | 473                                       | 473                                       |
| 1925 | 1925                                      |                                           | 491                                       | 491                                       |
| 1939 | 1939                                      |                                           | 505                                       | 505                                       |
| 1946 | 1946                                      |                                           | 754                                       | 754                                       |
| 1950 | 1950                                      |                                           | 768                                       | 768                                       |
| 1956 | 1956                                      |                                           | 734                                       | 734                                       |
| 1961 | 1961                                      |                                           | 756                                       | 756                                       |
| 1967 | 1967                                      |                                           | 897                                       | 897                                       |
| 1970 | 1970                                      |                                           | 1.021                                     | 1.021                                     |
| 1974 | 1974                                      |                                           | 961                                       | 961                                       |
| 1987 | 1987                                      |                                           | 1.746                                     | 1.746                                     |
| 1994 | 1994                                      |                                           | 2.746                                     | 2.746                                     |
| 2011 | 2011                                      |                                           | 3.021                                     | 3.021                                     |
| 2014 | 2014                                      |                                           | 3.093                                     | 3.093                                     |
| 2020 | 2020                                      |                                           | 3.080                                     | 3.080                                     |
| Datenquelle: Historisches Gemeindeverzeichnis für Hessen: Die Bevölkerung der Gemeinden 1834 bis 1967. Wiesbaden: Hessisches Statistisches Landesamt, 1968. Weitere Quellen: LAGIS; Stadt Limburg; Zensus 2011 |                                           |                                           |                                           |                                           |

Einwohnerstruktur 2011
Nach den Erhebungen des Zensus 2011 lebten am Stichtag dem 9. Mai 2011 in Linter 3021 Einwohner. Darunter waren 231 (7,6 %) Ausländer.
Nach dem Lebensalter waren 543 Einwohner unter 18 Jahren, 1305 zwischen 18 und 49, 639 zwischen 50 und 64 und 534 Einwohner waren älter.
Die Einwohner lebten in 1308 Haushalten. Davon waren 408 Singlehaushalte, 318 Paare ohne Kinder und 420 Paare mit Kindern, sowie 141 Alleinerziehende und 18 Wohngemeinschaften. In 246 Haushalten lebten ausschließlich Senioren und in 927 Haushaltungen lebten keine Senioren.
Historische Religionszugehörigkeit
| • 1885: | 386 evangelische (= 92,79 %), 30 katholische (= 7,21 %) Einwohner   |
| • 1961: | 585 evangelische (= 77,38 %), 169 katholische (= 22,35 %) Einwohner |

## Politik
Für den Stadtteil Linter besteht ein Ortsbezirk (Gebiete der ehemaligen Gemeinde Linter) mit Ortsbeirat und Ortsvorsteher nach der Hessischen Gemeindeordnung.
Der Ortsbeirat Linter besteht aus neun Mitgliedern. Bei den Kommunalwahlen in Hessen 2021 betrug die Wahlbeteiligung zum Ortsbeirat 48,95 %. Dabei wurden gewählt: vier Mitglieder der SPD, vier Mitglieder der CDU und ein Mitglied des Bündnis 90/Die Grünen. Der Ortsbeirat wählte Heiko Welker (SPD) zum Ortsvorsteher.

## Kultur und Sehenswürdigkeiten

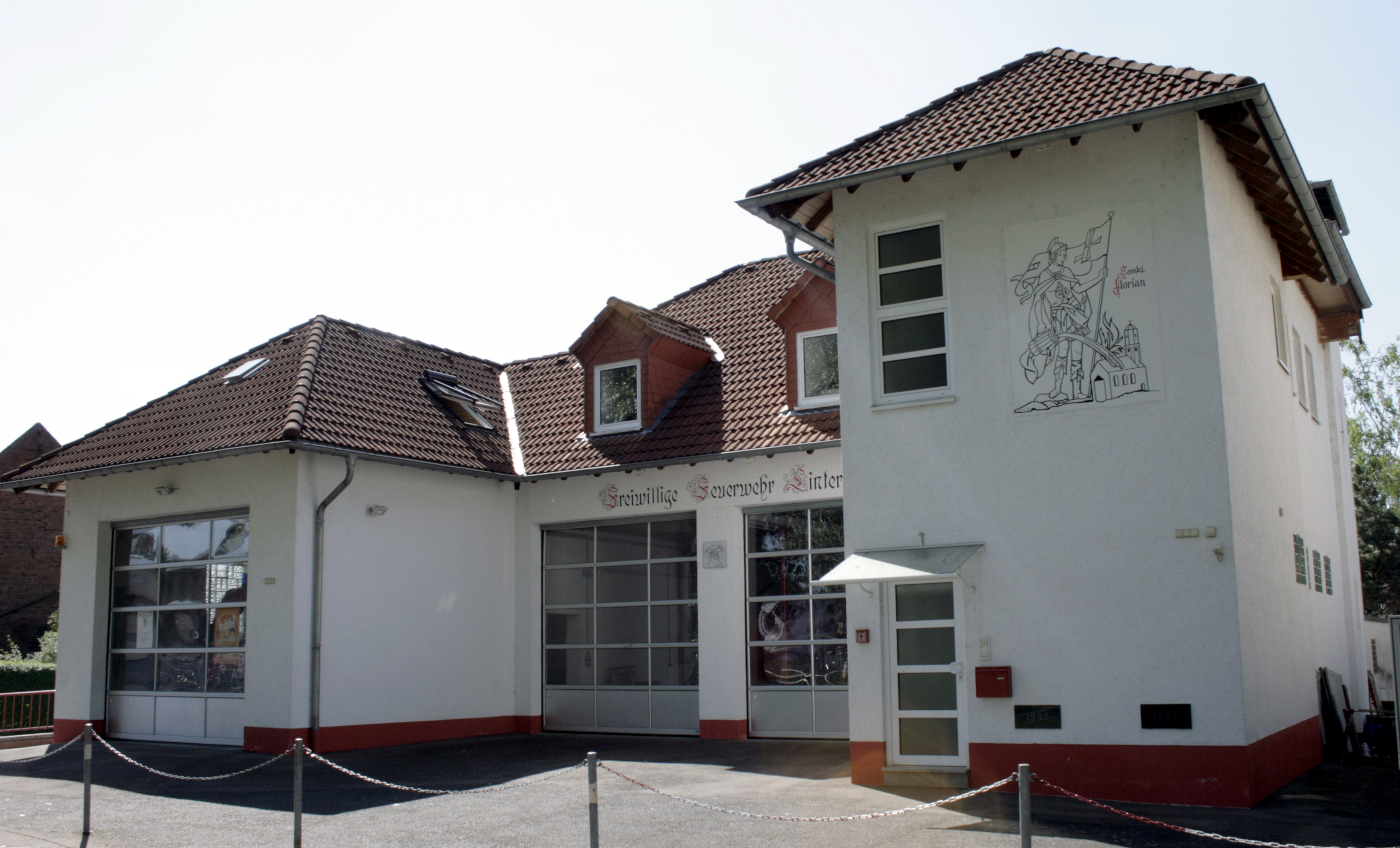
Feuerwehrhaus

### Vereine
- Der TuS Linter 1897 e. V. mit den Abteilungen Fußball, Tischtennis, Turnen, Tanzen, Zumba ist mit rund 560 Mitgliedern der größte Verein des Orts.
- Der 1930 gegründete Rassegeflügelzuchtverein verfügt über eine 2,2 Hektar umfassende Zuchtanlage.
- Die Freiwillige Feuerwehr Linter wurde 1935 gegründet und besitzt seit 1970 eine Jugendfeuerwehr und seit 2011 zusätzlich eine Kinderfeuerwehr.
- Weitere Vereine sind der Landfrauenverein und der Förderverein Grundschule Linter.

## Öffentliche Einrichtungen
- Evangelisches Gemeindezentrum Christuskirche
- Evangelische Kindertagesstätte „Unterm Regenbogen“
- Freiwillige Feuerwehr Linter (seit dem 18. November 1970 mit Jugendfeuerwehr und seit 7. Mai 2011 mit der Kinderfeuerwehr), die im Juni 2008 vom Hessischen Ministerium des Innern und für Sport als „Feuerwehr des Monats“ ausgezeichnet wurde.

- Grundschule Linter
- Jugendraum im Bürgerhaus

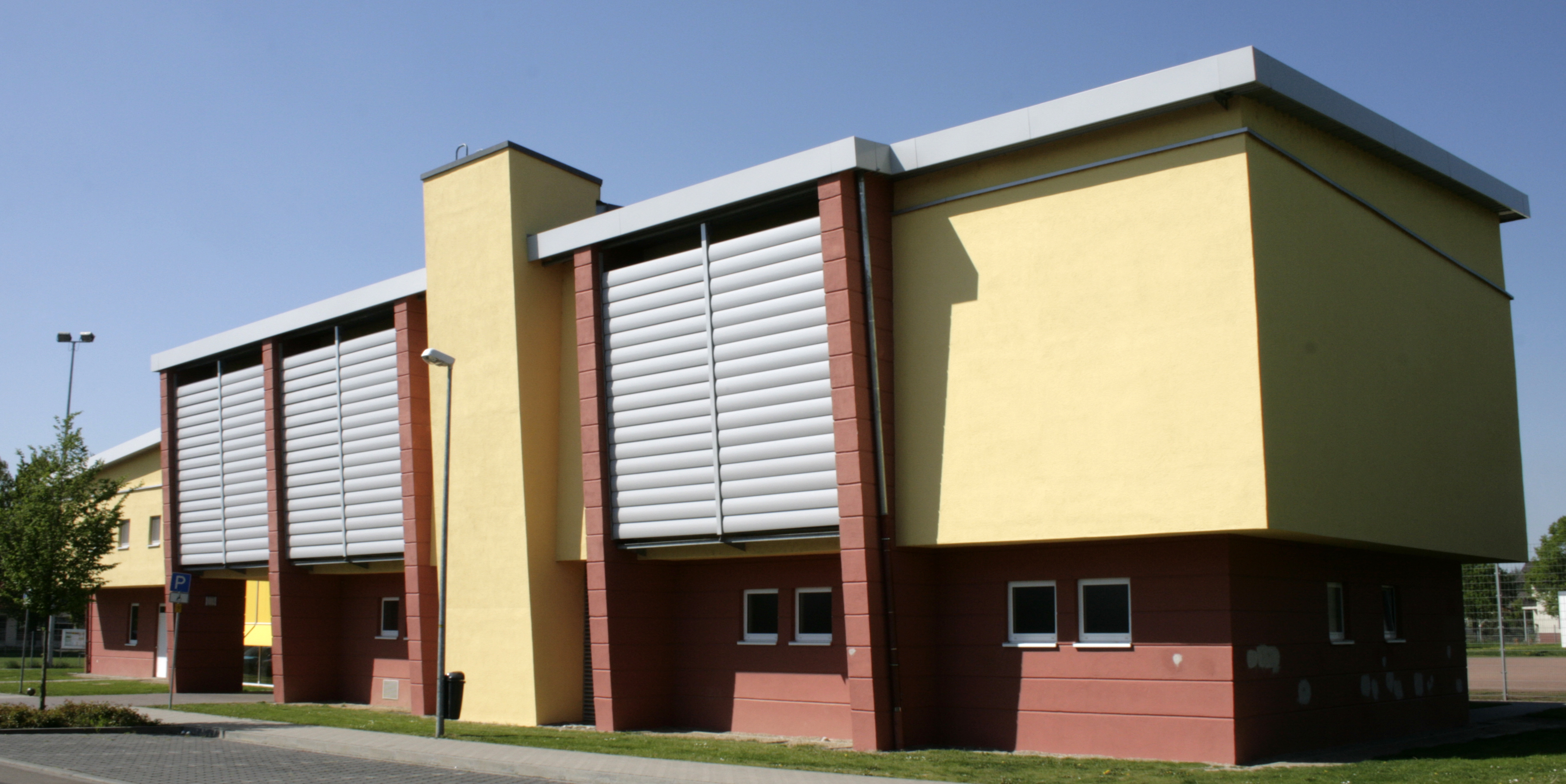
Gemeinschaftshaus

- Katholische Kirche/Gemeindezentrum St. Johannes Nepomuk
- Kindergarten St. Therese